# Helina arctata
Helina arctata este o specie de muște din genul Helina, familia Muscidae, descrisă de Collin în anul 1953. Conform Catalogue of Life specia Helina arctata nu are subspecii cunoscute.